# Restaurant Brands International
Restaurant Brands International – kanadyjskie przedsiębiorstwo z siedzibą w Oakville powstałe w 2014 roku w wyniku połączenia Tim Hortons i Burger King. Około 51% udziałów w spółce posiada 3G Capital, poprzedni właściciel Burger Kinga. W wyniku połączenia, nowa firma jest jedną z największych w branży barów szybkiej obsługi, posiadającą ponad 18 tys. restauracji w 100 krajach.